# Cá nóc đầu thỏ chấm tròn
Cá nóc đầu thỏ chấm tròn (tên khoa học: Lagocephalus sceleratus), hay cá đầu thỏ, cá nóc lườn bạc, là một loài cá biển thuộc chi Lagocephalus trong họ Cá nóc. Loài này được mô tả lần đầu tiên vào năm 1789.

## Từ nguyên
Tính từ định danh sceleratus trong tiếng Latinh có nghĩa là "độc hại", hàm ý đề cập đến độc tính cực mạnh của loài cá này, vốn được đặt bởi Johann Reinhold Forster, một nhà tự nhiên học cùng đi trên con tàu thám hiểm HMS Resolution của James Cook.
Johann Forster, cùng con trai ông là nhà tự nhiên học Georg Forster và thuyền trưởng Cook, đã ăn một phần nhỏ gan của loài cá nóc này khi ở Nouvelle-Calédonie và ốm nặng trong 3 ngày sau đó.

## Phạm vi phân bố và môi trường sống
Từ Biển Đỏ và vịnh Ba Tư, cá nóc đầu thỏ chấm tròn L. sceleratus được phân bố rộng khắp vùng biển Ấn Độ Dương - Thái Bình Dương, ngược lên phía bắc đến Nhật Bản và Hàn Quốc, phía nam trải dài đến Úc. L. sceleratus được bắt gặp khắp vùng bờ biển Việt Nam, từ vịnh Bắc Bộ trải dài đến khu vực Tây Nam Bộ.
L. sceleratus thường sống trên nền đáy cát hoặc các thảm cỏ biển, được tìm thấy ở độ sâu khoảng từ 8 đến ít nhất là 180 m.

### Loài xâm lấn
L. sceleratus là một trong những loài xâm lấn nguy hại ở Địa Trung Hải vào năm 2003, khi một cá thể của loài này lần đầu tiên được tìm thấy ở bờ đông nam của biển Aegea (ngoài khơi Thổ Nhĩ Kỳ).
L. sceleratus sau đó đã nhanh chóng mở rộng phạm vi khắp Địa Trung Hải, xa nhất ở phía tây là đến đảo Ibiza (Tây Ban Nha), phía bắc đến đảo Jakljan (ngoài khơi biển Adriatic, thuộc Croatia) và ngoài khơi vùng Calabria, Ý (thuộc biển Tyrrhenum), xa ở phía nam đến Tunisia.
Ngoài ra, L. sceleratus có thể đã mở rộng phạm vi hơn về phía đông đến tận Biển Đen, khi hai cá thể lần lượt được ghi nhận tại ngoài khơi bán đảo Krym (Nga) và tỉnh Sinop (Thổ Nhĩ Kỳ), cũng như tại biển Marmara.

## Mô tả
Chiều dài cơ thể lớn nhất được ghi nhận ở L. sceleratus là 110 cm, nhưng thường bắt gặp với kích thước phổ biến là khoảng 40 cm.
L. sceleratus có nửa thân trên màu xanh lục xám với nhiều chấm đen nhỏ; nửa thân dưới có dải màu xám ánh bạc; bụng trắng. Có hàng gai nhỏ từ đỉnh đầu dọc theo thân trên đến gần vây đuôi, và một hàng gai tương tự từ dưới đầu dọc theo thân dưới đến hậu môn. Cuống đuôi dài và hẹp dần về phía vây đuôi. Vây lưng và vây hậu môn cong hình lưỡi liềm, hẹp ở gốc. Vây đuôi lõm sâu vào trong.
Số tia vây ở vây lưng: 11–13; Số tia vây ở vây hậu môn: 9–12; Số tia vây ở vây ngực: 16–18.

## Sinh thái học

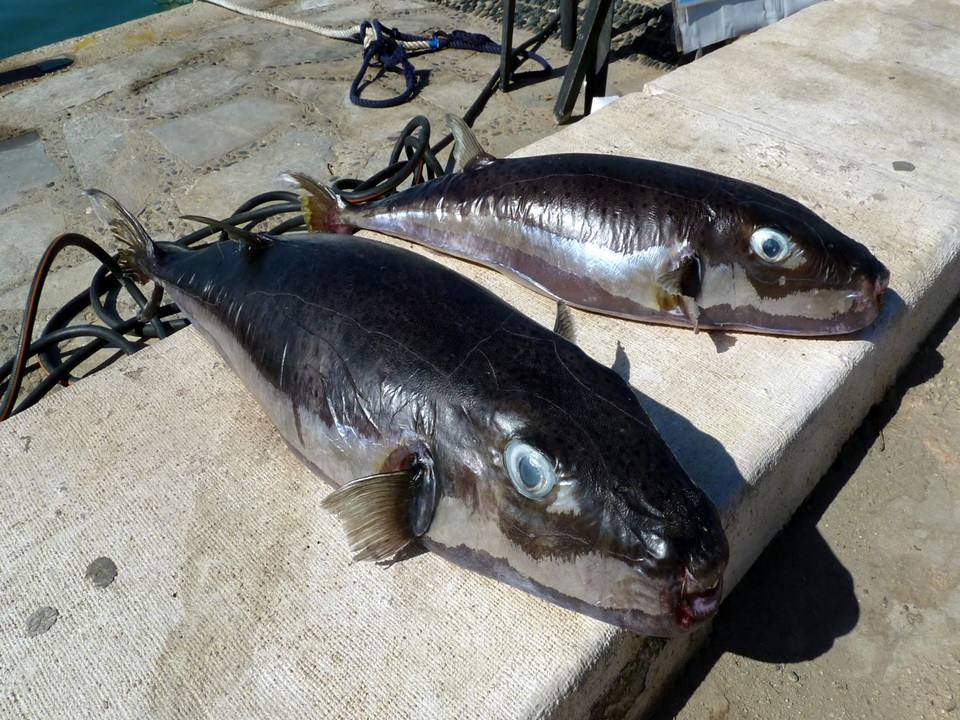
Hai con cá nóc đầu thỏ vừa được đánh bắt

Thức ăn của L. sceleratus chủ yếu là các loài động vật thân mềm, ngoài ra còn bao gồm các loài động vật giáp xác và cá nhỏ.

## Ảnh hưởng đến nền ngư nghiệp và sức khỏe con người
Do tốc độ tăng trưởng và sinh sản nhanh chóng, cộng thêm khả năng thích nghi với nhiều loại môi trường cùng với việc không có loài thiên địch mà L. sceleratus gây ảnh hưởng khá lớn đến nền ngư nghiệp nhiều nước ở khu vực Địa Trung Hải. Do tập tính săn các loài thân mềm làm thức ăn mà L. sceleratus làm giảm trữ lượng mực và bạch tuộc có giá trị kinh tế quan trọng, đặc biệt là Sepia officinalis và Octopus vulgaris. Không những thế, L. sceleratus còn tấn công cả những con cá bị mắc lưới và câu, làm hư hại các ngư cụ.
Mặc dù là một loài không có chút giá trị kinh tế, L. sceleratus vẫn chiếm đến 4% tổng sản lượng đánh bắt thủ công ở Địa Trung Hải.
Ở Việt Nam, đa phần những vụ ngộ độc cá nóc là do ăn phải cá nóc đầu thỏ chấm tròn L. sceleratus, cá nóc chấm cam (Torquigener gloerfelti) và cá nóc vằn (Takifugu oblongus).